# Anarquismo em Portugal
A história do Anarquismo em Portugal inicia-se na década de 70 do século XIX até à atualidade. Considera-se 1886 como o ano do início da atividade anarquista em Portugal. No entanto, já antes se faziam sentir as influências das ideias de Proudhon em muitos intelectuais, como nos escritores Antero de Quental e Eça de Queirós.
Há pelo menos mais um nome a destacar no início do anarquismo em Portugal: Eduardo Maia, médico que em 1873, ainda jovem, apresentou uma conferência baseada nos congressos da Associação Internacional dos Trabalhadores, questionando o direito de propriedade. Eduardo Maia é considerado fundador da corrente anarquista pós-proudhoniana. Em 1879 liga-se ao Anarcocomunismo de Piotr Kropotkin, e fez escândalo ao declarar-se publicamente como anarquista. Fez parte do Grupo Comunista-Anarquista de Lisboa em 1887 e do Grupo Revolução Social em 1894. Colaborou no semanário socialista "pensamento social" nos anos 1870, onde foram publicados artigos considerados anarquistas. Colaborou também no "Revoltado" em 1897.

## História

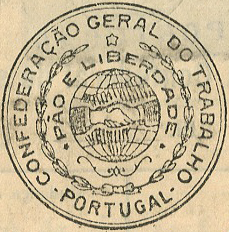
Símbolo da CGT (Confederação Geral do Trabalho).

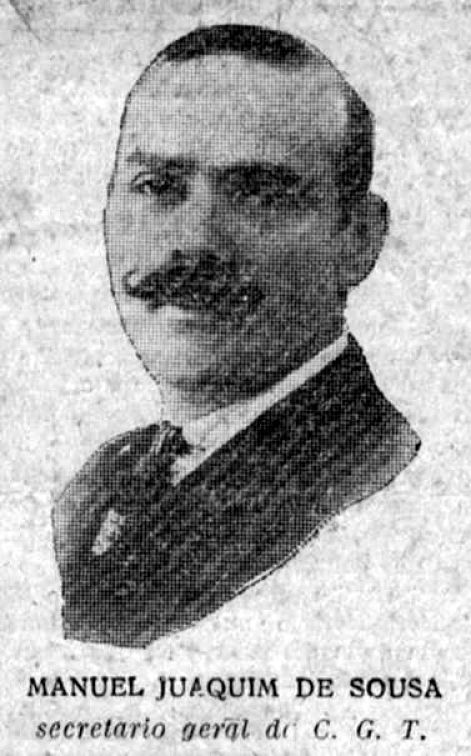
Manuel Joaquim de Sousa, primeiro secretàrio geral da CGT.

### Surgimento de grupos anarquistas
No final do século XIX, dá-se o desenvolvimento de grupos anarquistas, que contribuíram para o derrubar a monarquia em 1910. Com a 1ª república, há uma grande expansão e é fundada em 1919 a Confederação Geral do Trabalho (CGT), de tendência sindicalista revolucionária e anarcossindicalista.
Com a instauração da Ditadura Militar, em 1926, e com a ditadura de Salazar que se lhe seguiu, proíbe-se a actividade dos grupos anarquistas. Em 1933, a censura prévia é legalmente instituída. Os vários jornais anarquistas, incluindo “A Batalha”, passam a ser clandestinos e a ser alvos de perseguições. Em 1938 tenta-se assassinar Salazar. Com o 25 de Abril de 1974 há um novo ressurgimento do movimento libertário, embora com uma expressão muito reduzida.

### Movimento libertário português

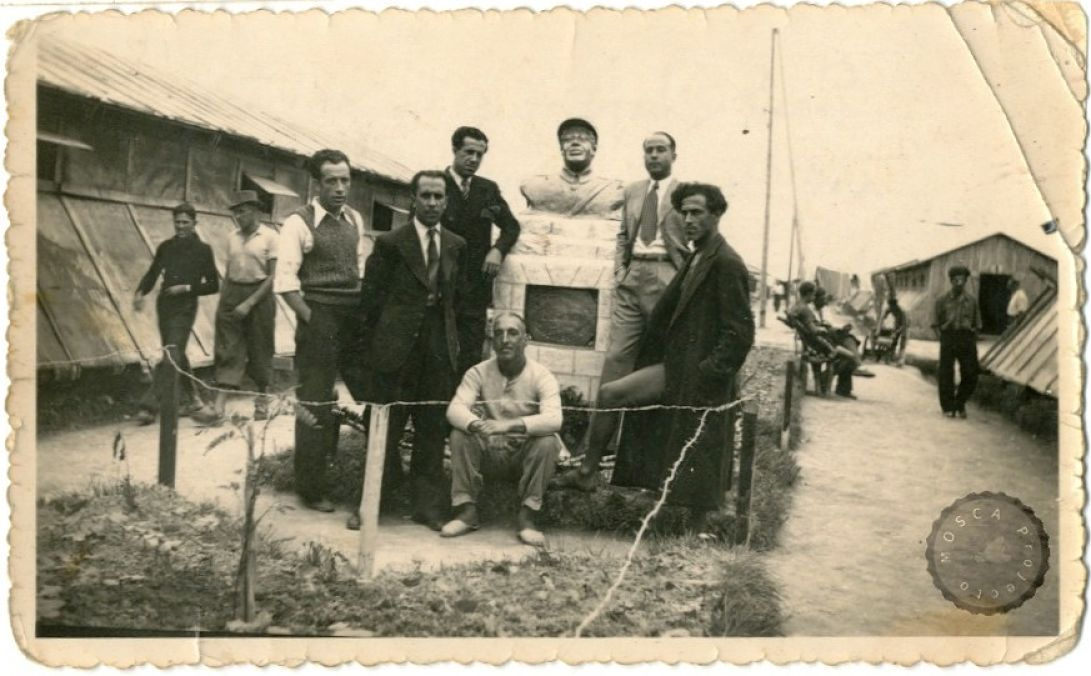
Militantes da CGT presos em Peniche em 1934.

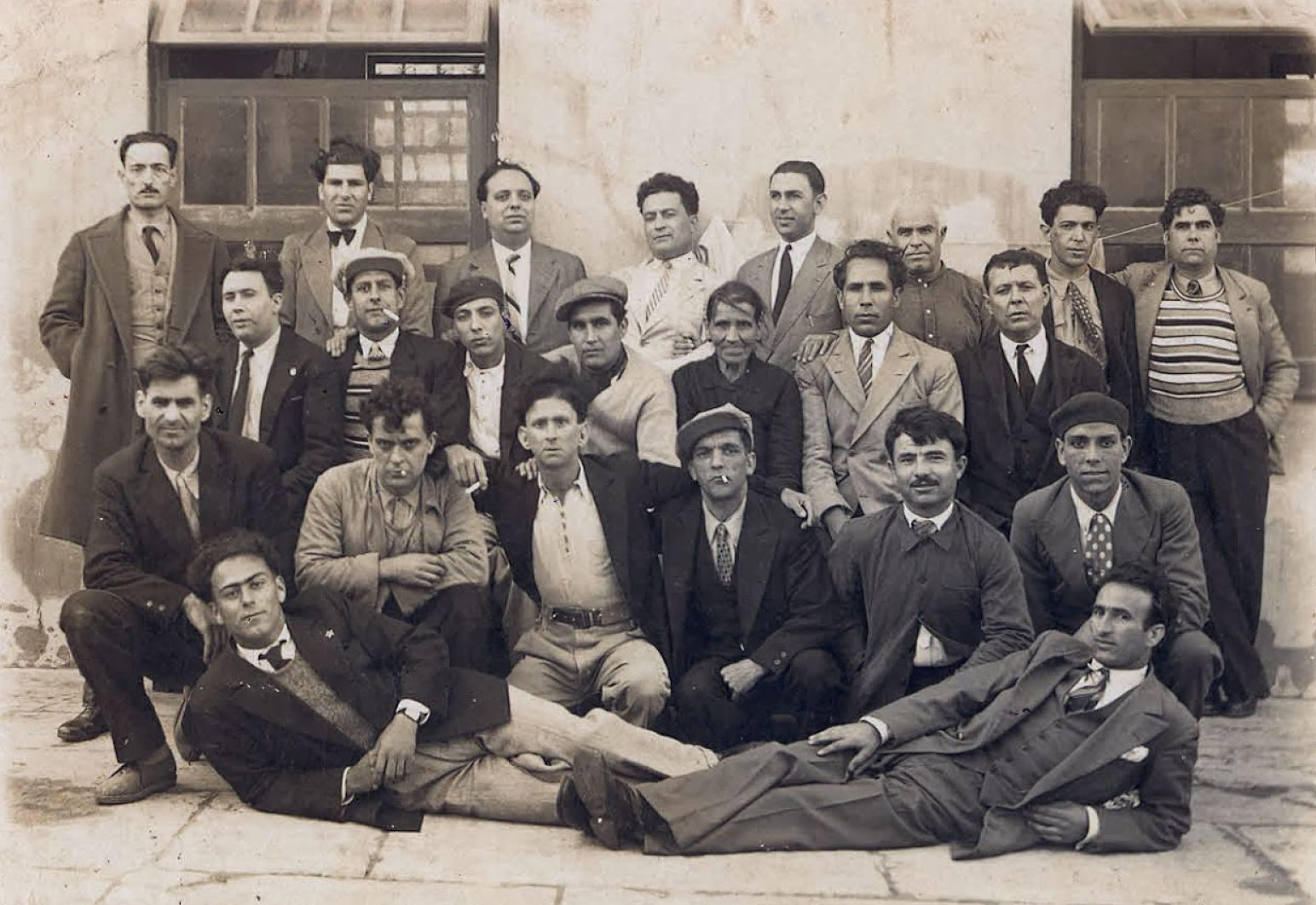
Presos políticos da CGT em Peniche, em dezembro de 1934.

O lançamento do movimento libertário em Portugal é no ano de 1886, a partir da vinda do geógrafo Elisée Reclus e do seu encontro com José Antônio Cardoso.
Em 1886, formou-se um comité anarquista que editou um órgão mensal com o seu nome: “A Centelha”.
Com excepção do sindicalismo de acção directa, o anarquismo foi a componente do movimento social que exerceu mais influência na sociedade portuguesa entre 1886 e 1936.
A partir de 1886, houve um grande crescimento do número de grupos anarquistas. Em cada ano há, em média, cerca de 10 novos grupos. A corrente predominante é a do comunismo-anarquismo.
No final da monarquia, de 1908 a 1910 os republicanos aliaram-se aos anarquistas para implantarem a 1ª República, em 5 de Outubro de 1910.
Mas, logo em 1911 e 1912, o governo republicano reprime o movimento operário, e muitos operários que apoiavam a república aderiram ao anarquismo.
O ritmo de constituição de grupos anarquistas acelera-se, passando de 11 em 1910, são criados mais 61 em 1911, 50 em 1912, 44 em 1913, 57 em 1914, 35 em 1915. Uns trinta novos periódicos vêm tornar mais considerável a imprensa especificamente anarquista entre 1911 e 1916. O facto mais significativo, todavia, reside talvez na criação, pelos militantes, duma Federação Anarquista do Sul (1911), duma outra no Norte (1912) e duma União Anarquista do Algarve (1912), motivados pela preocupação e eficácia. A ascensão espectacular do socialismo libertário parece tanto mais irresistível na medida em que os seus partidários tomam conta do movimento sindical no Congresso de Tomar, em 1914.
Em 1923 é criada a União Anarquista Portuguesa (UAP).
Os anos 20 foram anos de grandes movimentos sociais em que os anarquistas tiveram um papel importante.
Em 1926, realizou-se em Marselha, o Congresso da Federação de Grupos Anarquistas de Língua espanhola em França, de 13 a 16 de Maio. Este congresso havia acordado constituir a Federação Anarquista Ibérica (FAI) bem como a sede desse organismo, dadas as condições anormais de Espanha, fosse fixada em Lisboa, incumbindo a UAP desse trabalho, a qual oportunamente promoveria «um Congresso Ibérico para dar carácter definitivo à dita Federação».
O congresso da UAP, a tal respeito deliberou: «Que seja incumbido o Comité Nacional da UAP de promover uma reunião de delegados do Comité de Relações da UA Espanhola, onde sejam tratados os principais assuntos do movimento internacional e em especial a constituição da FAI».
Entretanto, a União Anarquista Espanhola promove a Conferência Anarquista de Valência, em Junho de 1927, na qual a UAP se fez representar por um delegado directo. Esta conferência mantém a decisão de Marselha quanto ao Comité da FAI, cuja sede deveria fixar-se em Lisboa, visto as condições anormais continuarem em Espanha.
A questão é que essa anormalidade na Espanha, reproduziu-se em Portugal, com continuadas repressões, vários elementos activos foram deportados para África, ficando os restantes sob uma perseguição feroz e o Comité de Relações nunca pôde ser organizado em Lisboa, criando-se mais tarde em Sevilha.
Poucos dias depois do Congresso de Marselha, dá-se o golpe militar de 28 de Maio de 1926, que esteve na origem de uma ditadura militar (1926-1933) e alguns anos mais tarde, em 1933, instaurou-se o Estado Novo, ou ditadura de Salazar, que durou até a 25 de Abril de 1974 (revolução dos cravos).
Em 1936, a CGT ainda se faz representar no congresso da CNT, em Saragoça.
Em 1938, o movimento anarquista é já precário. Um grupo de militantes, entre os quais Emídio Santana, fez um atentado falhado contra Salazar, para tentar ajudar a Espanha contra Franco.
A partir dessa altura, deixa praticamente de existir um verdadeiro movimento, devido à repressão e ao desmantelamento das organizações. É o Partido Comunista Português que se vai desenvolver, e que, com o apoio da União Soviética se vai tornando a principal força de oposição ao regime ditatorial.
O actual movimento libertário foi relançado nos anos 70.

### A importância dos periódicos

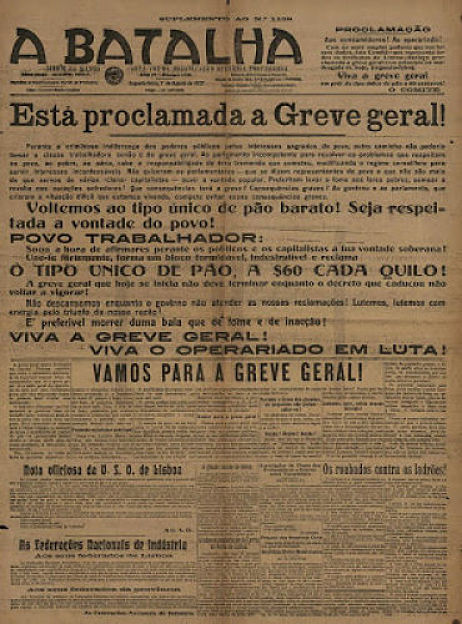
A Batalha, 1922

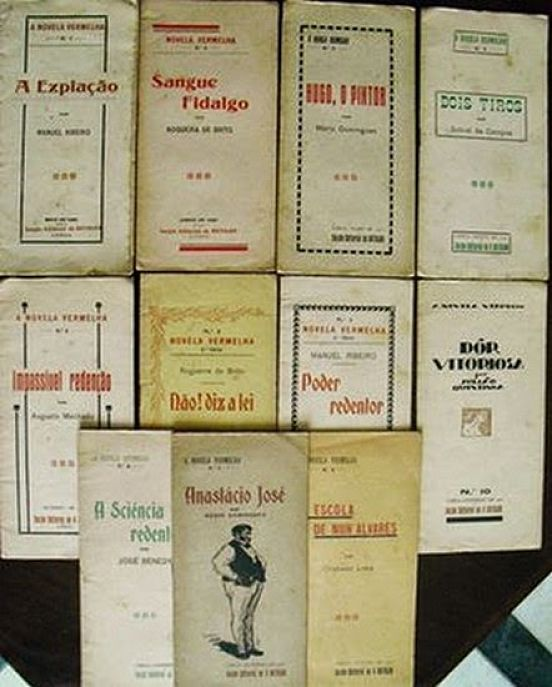
A novela vermelha, (1921-1922).

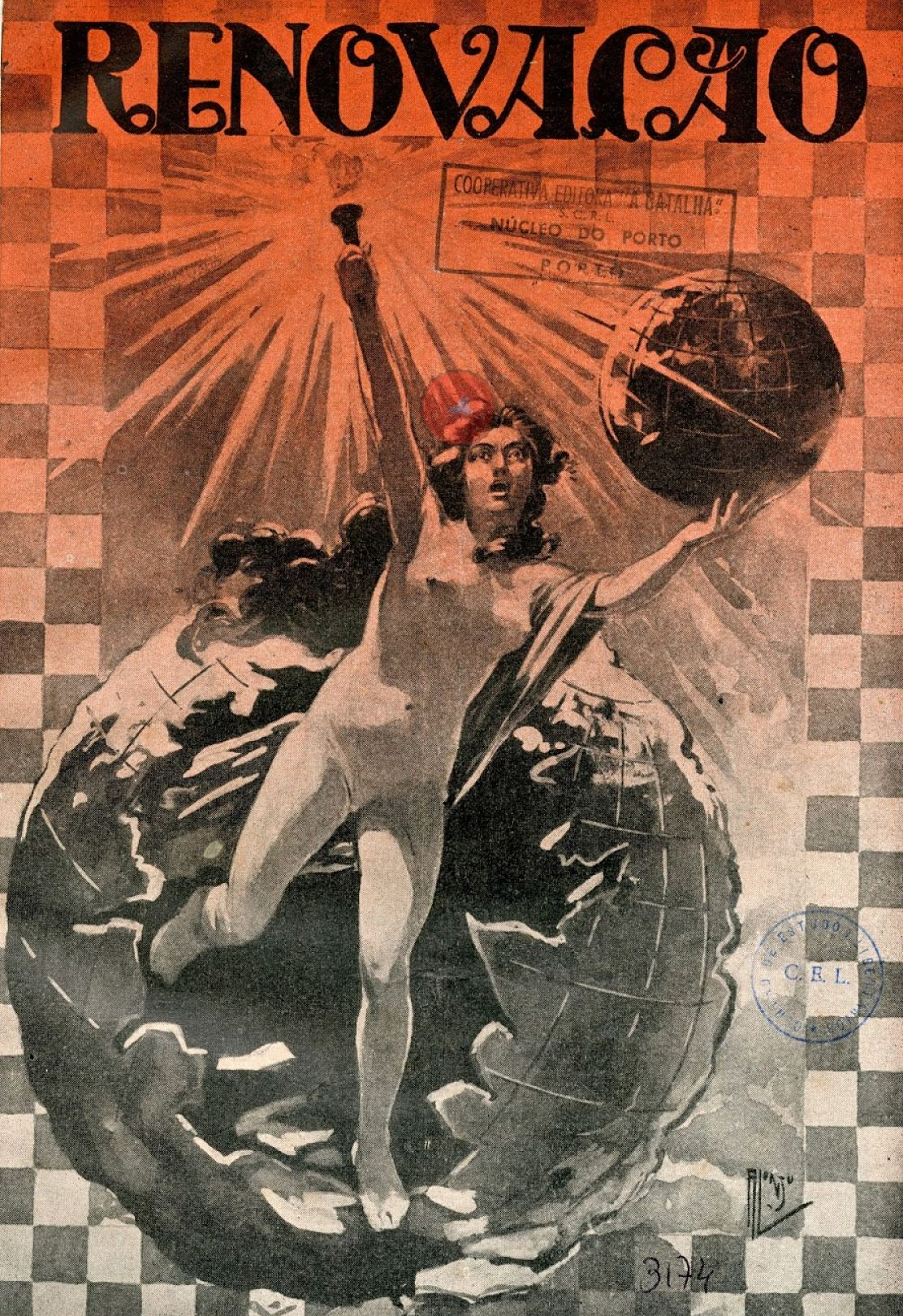
Renovação, (1925-1926)

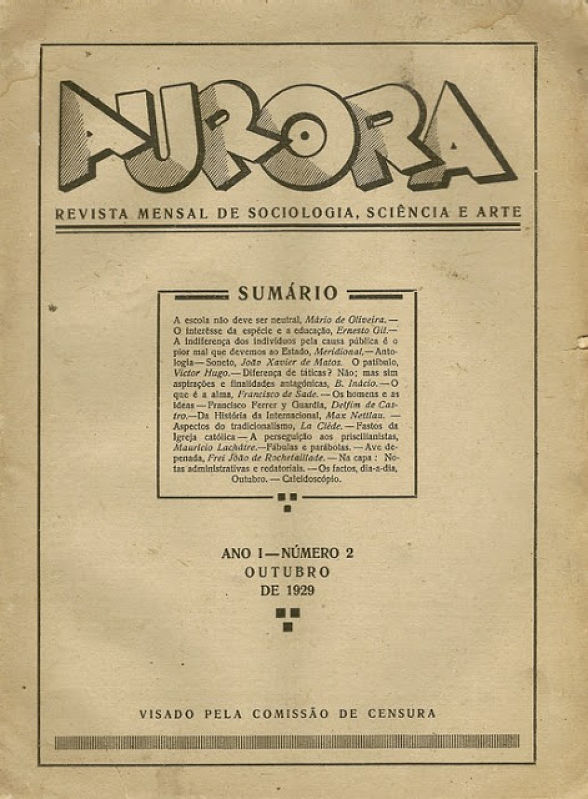
A Aurora, 1929

Intensificou-se também a actividade de propaganda libertária. Ao longo de 10 anos, a partir de 1886, surgiram 24 periódicos. A maior parte não durou mais de 10 números. No entanto, o jornal “A Revolução Social” de 1887 do Porto publicou-se ao longo de 48 números. “A Revolta”, fundada em 1889, no Porto, publicou 19 números. “A Revolta” (2ª série), de 1892, de Lisboa publicou 44 números. “A Propaganda” criada em 1894, em Lisboa, publicou 61 números.
Houve também periódicos noutras cidades como Coimbra, Covilhã e Aveiro.
Nessa época, fazia-se sentir repressão sobre os anarquistas, nomeadamente em 1893 e 1886, ano em que surgiu a lei antianarquista. Este novo instrumento repressivo permite doravante a prisão de quem quer que seja que «apoie, defenda ou incite, oralmente ou por escrito, a acção subversiva(…) ou que professe as doutrinas anarquistas». A imprensa ficou formalmente proibida de se fazer eco dos atentados, dos inquéritos policiais e do desenrolar dos processos. A mínima alusão, mesmo velada, implicava a suspensão do jornal, a penhora das publicações, e obrigava as tipografias a uma pesada multa de 500 mil réis.
Graças aos métodos expeditivos, a justiça portuguesa lança assim para deportação, para a Guiné-Bissau, para Moçambique e sobretudo para Timor, algumas «centenas de operários» perigosos ou suspeitos.
Apesar da perseguição, foram publicados alguns jornais clandestinos como “O Petardo Anarquista” (Aveiro, 1896) e “O Revoltado” (Coimbra, 1898).
Mais tarde surgiram “O Germinal” (Lisboa, 1900) e “O Agitador” (Porto, 1901).
Em 1908, surgiu “A sementeira” que durou 11 anos, embora com uma suspensão, sendo a publicação anarquista de maior longevidade e que reuniu um mais vasto e qualificado conjunto de colaboradores, até 1919.
Com a Primeira Guerra Mundial, dá-se a divisão do movimento anarquista e o jornal “A Aurora”, a tendência antibelicista acusa os “anarco-guerreiros” de terem esquecido os ideais pacifistas e de empurrarem os países para uma aventura militarista de incalculáveis consequências.
Simultaneamente, organiza-se o sindicalismo, de tendência sindicalista revolucionária e anarcossindicalista. A União Operária Nacional é substituída pela Confederação Geral do Trabalho (CGT) em 1919. É então criado o diário «A Batalha» que foi fechado pela ditadura pré-fascista em 1927. É de referir que a CGT aderiu à AIT em 1923.
“A Batalha” tinha uma grande tiragem e era muitas vezes lida em voz alta nas cantinas das fábricas, porque muitos operários eram analfabetos. Era por isso o jornal que chegava a um maior número de pessoas.
No início dos anos 20, surgiram vários jornais libertários como o semanário «A Comuna» (Porto, 1920). Na Ilha da Madeira surgiu “O Operário”, um órgão anarcossindicalista.
“A Batalha”, logo no dia 29 de Maio de 1926, publicava, em fundo, a indicação ao proletariado organizado de que deveria manter-se «na expectativa» perante o movimento militarista. Era uma resolução contrária às próprias resoluções da CGT e da restante organização, que em sessões comícios, etc., desde há muito vinha preparando-se contra tal movimento. Nesse sentido deliberou o Comité Confederal, reunido nesse mesmo dia, indicar à redacção a conveniência de que a orientação do jornal fosse conforme ao espírito da CGT. O conflito entre o Conselho Confederal da CGT e a redacção de “A Batalha” ainda durou o que fez desorientar o proletariado organizado e este não deu resposta imediata ao golpe militar fascista.
Com a ditadura, a repressão intensifica-se. Em 1933 a censura prévia é legalmente instituída. Os vários jornais anarquistas, incluindo “A Batalha”, passam a ser clandestinos e a ser alvos de perseguições.

## Publicações
De 1973 a 1986, foram lançados como porta-vozes de grupos ou indivíduos cerca de 40 publicações, de entre as quais:
- “O Clarão” (Londres - (1973)- 3 números publicados por Claude Moreira e arquivados no Centre International des Recherches sur de l'Anarchisme (CIRA) em Geneve e no Centro de Documentação 25 de Abril da Universidade de Coimbra - Portugal
- “Novaporta” (Paris, 1973)
- “Portugal Libertário” (Meaux, 1974)
- “A Ideia” (Paris, 1974)

Dá-se o golpe militar de 25 de Abril de 1974 e surgiram logo novos jornais. Foi fundada “A Batalha” (Lisboa, 1974) por Emídio Santana e outros velhos militantes. No ano seguinte viram a luz:
- “Voz Anarquista” (Almada)
- “O Pasquim” (Cascais)
- “O Estripador” (Amadora)

Em Lisboa saíram:
- “A Merda” que teve grandes tiragens
- “O Peido”
- “Acção Directa”

Em 1976 editaram-se:
- “Satanás” (Almada)
- “Apoio Mútuo” (Évora)
- “Agitação” (Coimbra)
- “O Chato” (Porto)

Nasceram em 1977:
- “Sabotagem” (Lisboa)
- “Subversão Internacional” (Lisboa)

Seguiram-se-lhes em 1978:
- “Revolta” (Leiria)
- “O Meridional” (Faro), criado pelo editor algarvio Júlio Carrapato [2]
- “Recortes do Arco da Velha” (Leiria)

Em 1979“Informações e Contactos” (Lisboa).
Em 1985 saiu “Antítese” (Almada).
Em 1986 publicou-se:
- “A Revolta” (Leiria)
- “Maldição” (Coimbra)
- “Pravda” (Coimbra)

Esta lista não contém todas as publicações dessa época, e nem todas as publicações são consideradas por todos anarquistas, mas são ou foram consideradas libertárias.
Nos anos 90 do século XX, editaram-se diversas publicações libertárias (há uma grande variedade ideológica, de conteúdos, e de forma) de entre as quais:
- “A Batalha” (Lisboa)
- “Acção Directa” (Camarate)
- “Anatopia” (Lisboa)
- “Boletim de Informação Anarquista” (Almada)
- “Coice de Mula” (Lisboa)
- “Fysga” (Porto)
- “Inquietação” (Porto)
- “Insurreição” (Porto)
- “O Sal da Ira” (Lisboa)
- “Singularidades” (Lisboa)
- “Tambor” (Paredes)
- “Utopia” (Lisboa)

## Actualidade

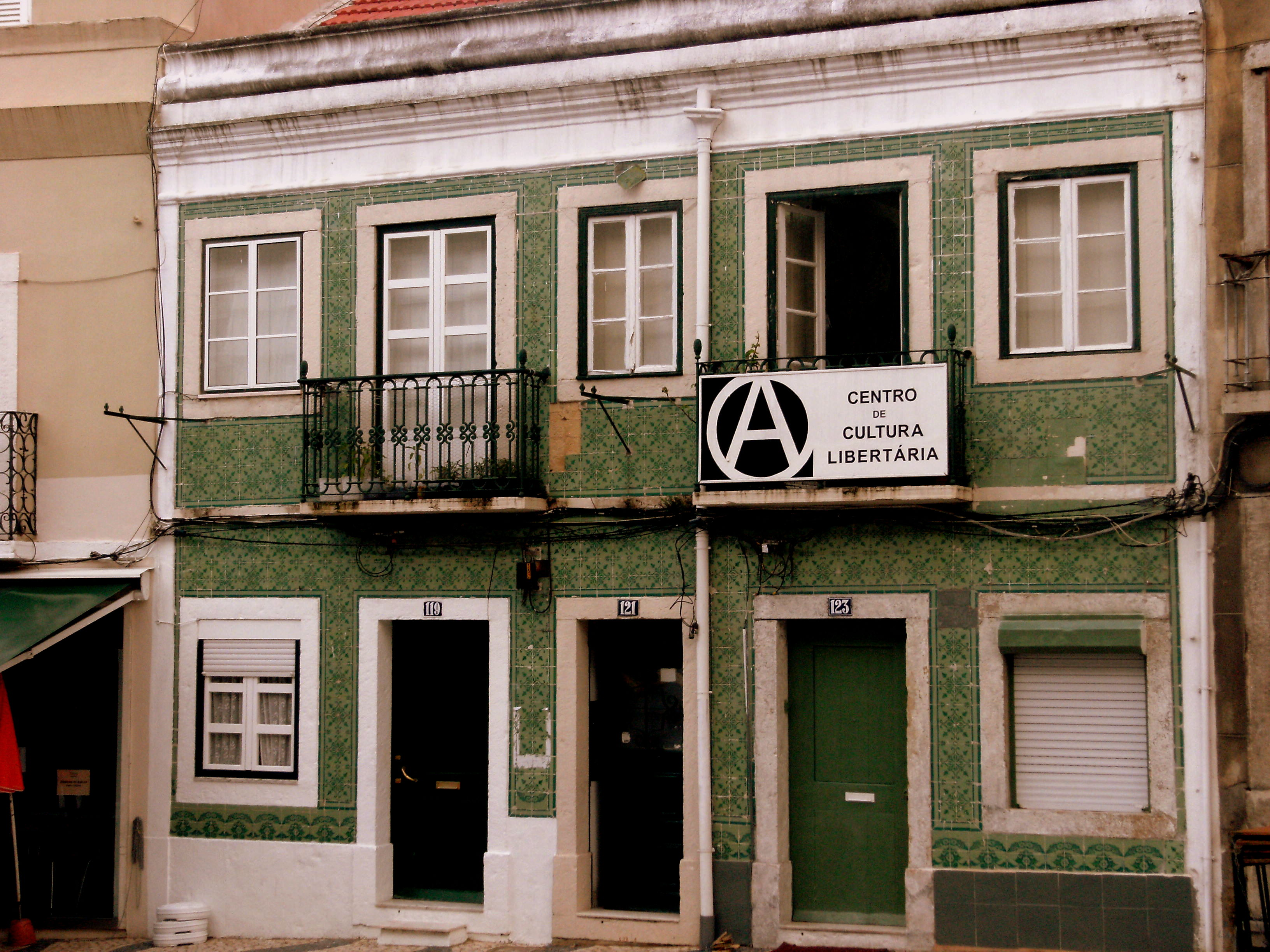
Centro de Cultura Libertária, em Almada

Na actualidade o movimento anarquista em Portugal tem pouca expressão organizada, havendo apenas uma organização de escala nacional, a Secção Portuguesa da Associação Internacional dos Trabalhadores, anarco-sindicalista, com núcleos em Guimarães, Lisboa e Porto. Em Lisboa existe também o Colectivo Estudantil Libertário de Lisboa, com presença em escolas secundárias e faculdades. Em Almada encontra-se o Centro de Cultura Libertária .
Têm surgido algumas tentativas de federação de vários grupos e indivíduos anarquistas e libertários nos tempos modernos, tendo como principais exemplos a União Libertária e a Rede de Apoio Mútuo.
Com a internet o movimento teve de adaptar os seus meios de comunicação, tendo bastantes publicações deixado de existir ou tendo tiragens bastante reduzidas. Algumas das páginas de referência para os anarquistas em Portugal são o Portal Anarquista., do antigo Colectivo Libertário de Évora , o indymedia.pt, e a página Guilhotina.info 